# Kurt Jahn
Pour les articles homonymes, voir Jahn.
Kurt Jahn, ou Curt Jahn, (16 février 1892 à Schmalkalden - 7 novembre 1966 à Cobourg) est un General der Artillerie allemand qui a servi au sein de la Heer dans la Wehrmacht pendant la Seconde Guerre mondiale.

## Biographie
Après avoir été cadet, Curt Jahn rejoint le 8 mars 1910 le 30e régiment d'artillerie de campagne (Rastatt) en tant que porte-drapeau et y est promu lieutenant le 18 août 1911, avec brevet au 30 août 1909. 
Kurt Jahn est capturé à l'ouest de Mailand, dans le Bade-Wurtemberg, en Allemagne par les forces britanniques le 1er mai 1945. Il est en captivité jusqu'en mai 1948.

## Décorations
- Croix de fer (1914)
  - 2e classe
  - 1re classe
- Croix de chevalier de l'ordre de la maison Ernestine de Saxe 2e classe avec glaives
- Croix de chevalier de l'ordre du Lion de Zaeringen 2e classe avec glaives
- Croix d'honneur
- Agrafe de la croix de fer (1939)
  - 2e classe
  - 1re classe
- Croix allemande en or le 18 juin 1942 en tant que Generalleutnant et commandant de la 3e division d'infanterie[1]